# 오! 해피데이 (영화)
"오! 해피데이"(Oh! Happy Day)는 대한민국의 2003년 4월 18일에 개봉한 영화이다. 감독은 윤학렬이다.

## 등장 인물

### 주연
- 장나라 : 미스 공, 공희지 역 (아역) 양주희
- 박정철 : 현준 역 (아역) 이정한

### 조연
- 장항선 : 미스 공 아버지, 장근 역
- 김해숙 : 미스 공 어머니, 미숙 역
- 정다혜 : 선지 역
- 권성덕 : 신 교장 역
- 정인기 : 박 실장 역
- 정재연 : 용녀 역
- 백시원 : 선아 역
- 이미미 : 미라 역
- 손종환 : 남성우 역
- 윤여진 : 여성우 역
- 양석정 :남성우 역
- 한희

### 특별 출연
- 김수미

### 우정 출연
- 김미화
- 변정민
- 박경림

## 참고 사항
- 박정철의 올 누드 스트레칭 신이 화제가 되었으나, 대역배우이자 모델 김현영이 대신 누드를 선보였다는 사실이 뒤늦게 알려졌다.[1]